# Итхвиси
Итхвиси (груз. ითხვისი) — село в Грузии в Чиатурском муниципалитете региона Имеретия, находится на итхвисском плоскогорье. Центр территориального органа (села: Бегиаури, Бжиневи). 640 метров от уровня моря. От Чиатуры 12 километров. По переписи 2014 года в селе живёт 1882 человек.

## Реки
- Квирила (груз. ყვირილა)
- Проне (груз. ფრონე)

## Достопримечательности
Православная церковь имени Иоанна Крестителя.